# Дуг повратак кући: деца избеглице из Грчке у Југославији: 1948-1960 (књига)
Дуг повратак кући: деца избеглице из Грчке у Југославији: 1948-1960  је научна монографија чији је аутор Милан Ристовић, ванредни професор на Катедри за Општу савремену историју Филозофског факултета у Београду, објављена 1998. године у издању Удружења за друштвену историју и Чигоја штампe из Београда.

## О аутору
Милан Ристовић, рођен у Приштини 1953. године, ванредни је професор на Катедри за Општу савремену историју Филозофског факултета у Београду. Главни је уредник Годишњака за друштвену историју. Аутор је већег броја краћих радова објављених у домаћим и страним часописима и већи број монографија: Немачки нови поредак и Југоисточна Европа: 1940/41-1944/45: планови о будућности и пракса, Југословенски Јевреји у бекству од холокауста 1941 - 1945, Дуг повратак кући. Деца избеглице из Грчке у Југославији 1948 - 1960, Турска осматрачница: југословенско-турски односи у Другом светском рату и њихов балкански контекст, итд.

## О књизи
Књига Дуг повратак кући: деца избеглице из Грчке у Југославији: 1948-1960 је покушај да се делимично осветли тема и догађај око кога су испреплетане многе противречности, нагађања и сумње. На десетине хиљада деце из Грчке, су постале жртве грађанског рата, сукоба који је 1946-1949. потресао ову балканску земљу. Из делова земље који су били захваћени ратом децу су евакуисале снаге левичарских герилаца, као и њихови противници, снаге краљевске владе у суседне земље или друге делове Грчке. Деца су евакуисана са или без пристанка родитеља. У суседне и друге земље устаничка Привремена влада је у периоду 1948-1949. пребацила преко 24.000 деце. Од тог броја у Југославији, нашло се око 11.000 деце, од чега је око 2.000 било смештено у за ту сврху организоване домове Црвеног крста. Када је избио сукоб око резолуције ИБ, коју је подржала и већина чланова КП Грчке, та деца су постала "аргумент" пропагандног рата совјетског блока и Југославије, са једне стране, и са друге, предмет сложене дипломатске борбе која је око њихове расподеле вођена између Атине, Београда, Женеве, Њујорка, и других европских престоница. Аутор истиче да се судбина ове деце може посматрати и као нека врста "модела" и полазишта за упоредно тразматрање и истарживање судбине деце као жртава у ратним сукобима у другој половини 20. века. Књига је заснована на подацима које је аутор добио из великог броја до тада непознатих архивских докумената.